# Těšíkov
Těšíkov (německy Tscheschdorf) je vesnice, část města Šternberk v okrese Olomouc. Nachází se v Nízkém Jeseníku, asi 4 km na východ od Šternberka. Prochází zde silnice II/444 a východně od vsi vyvěrá pramen Těšíkovské kyselky.

## Historie
První písemná zmínka o vesnici pochází z roku 1314, tehdy se nazývala Těšíkova Lhota. Původně patřila do šternberského panství, ale už od roku 1460 byla na dlouhou dobu v majetku kláštera Hradisko. Po zrušení kláštera roku 1784 byla spravována náboženským fondem, od něhož ji v roce 1826 koupil hrabě Filip Ludvík Saint Genois. Ovšem po vzniku obecních samospráv v roce 1850 se Těšíkov stal samostatnou obcí v politickém a soudním okrese Šternberk. Šlo o malou německou obec, jejíž obyvatelé se živili převážně horským zemědělstvím, významnější zde byla jen pila a větrný mlýn. Po roce 1938 se stala součástí Sudet a po roce 1945 byly původní obyvatelé odsunuti. V roce 1960 byla k Těšíkovu připojena Lipina se Stachovem, s nimiž se v roce 1974 stala součástí Šternberka. Zatímco ty se však v roce 1990 opět osamostatnily, Těšíkov součástí města zůstal.
| Rok      | 1869 | 1880 | 1890 | 1900 | 1910 | 1921 | 1930 |
| -------- | ---- | ---- | ---- | ---- | ---- | ---- | ---- |
| Obyvatel | 350  | 360  | 336  | 333  | 302  | 265  | 295  |
| Domů     | 53   | 53   | 53   | 53   | 54   | 54   | 73   |
| Rok      | 1950 | 1961 | 1970 | 1980 | 1991 | 2001 | 2011 |
| Obyvatel | 132  | 111  | 91   | 112  | 80   | 88   | 100  |
| Domů     | 52   | 30   | 25   | 26   | 24   | 26   | 28   |

1. ↑  Z toho 289 osob národnosti německé, 4 československé a 2 ostatní.[7]

## Pamětihodnosti
- kostel sv. Vavřince z roku 1803
- kamenný kříž z roku 1880